# Bucay
Bucay – miasto w Ekwadorze, w prowincji Guayas, siedziba kontonu General Antonio Elizalde.